# Schiffermuelleria
Schiffermuelleria is een geslacht van vlinders van de familie sikkelmotten (Oecophoridae), uit de onderfamilie Oecophorinae.

## Soorten
- S. albilabris (Zeller, 1850)
- S. albocinctella (Chrétien, 1915)
- S. albomaculella (Caradja, 1920)
- S. amasiella (Herrich-Schäffer, 1855)
- S. antidectis (Meyrick, 1914)
- S. argentidisca (Dognin, 1905)
- S. augustella Hübner, 1793
- S. bisinuella (Erschoff, 1874)
- S. bruandella (Ragonot, 1889)
- S. coeruleopicta (Christoph, 1888)
- S. conchylidella (Snellen, 1884)
- S. diminutella (Rebel, 1932)
- S. einsleri (Amsel, 1933)
- S. grandis (Desvignes, 1842)
- S. haasi (Rebel, 1902)
- S. helminthias Meyrick, 1918
- S. heptalitha Meyrick, 1931
- S. jantharica Skalski, 1977
- S. leucochrysella (Millière, 1854)
- S. luctuosella Duponchel, 1838
- S. obolaea Meyrick, 1910

- S. orthophanes (Meyrick, 1905)
- S. osthelderi (Rebel, 1935)
- S. pedicata Meyrick, 1918
- S. pictipennis (Wollaston, 1879)
- S. procerella Schiffermüller & Denis, 1776
- S. quadrimaculella (Chambers, 1875)
- S. ragonotella (Constant, 1885)
- S. reducta (Walsingham, 1901)
- S. rhaetica (Frey, 1856)
- S. rostrigera Meyrick, 1919
- S. sardiophanes Meyrick, 1937
- S. schaefferella (Linnaeus, 1758) - zilverstraalmot
- S. schmidii (Saalmüller, 1881)
- S. splendidella Amsel, 1935
- S. splendidula (Wollaston, 1879)
- S. stroemella (Fabricius, 1781)
- S. taboga (Busck, 1914)
- S. tetractis Meyrick, 1936
- S. tripuncta (Haworth, 1829)
- S. venturellii (Costantini, 1923)
- S. zelleri (Christoph, 1882)